# My Mother Dreams the Satan’s Disciples In New York
 My Mother Dreams the Satan’s Disciples In New York – amerykański film krótkometrażowy z 1998 roku w reżyserii Barbary Schock. 

## Nagrody
Film otrzymał kilka nagród i jedną nominację w tym:
| Nazwa nagrody | Wygrane                                                                       | Nominacje    |
| ------------- | ----------------------------------------------------------------------------- | ------------ |
| Oscar         | 2000 Najlepszy krótkometrażowy film aktorski Barbara Schock oraz Tammy Tiehel | 2000 wygrana |